# Mieke van Hooft
Mieke van Hooft (Oudheusden, 8 september 1956) is een Nederlandse schrijfster van kinderboeken en poëzie. Tevens is zij werkzaam als beeldend kunstenaar.

## Carrière
Van Hooft begon in 1988 met het schrijven van versjes voor jonge kinderen. Ze wisselt de doelgroep waarvoor ze schrijft voortdurend af, zodat haar boeken in alle groepen van de basisschool gelezen worden. Een aantal van haar boeken zijn in meerdere talen vertaald. Naast kinderboeken schrijft zij poëzie voor volwassenen. Van haar verschenen vijf gedichtenbundels.
Van Hooft illustreerde zelf twee van haar poëzieprentenboeken voor kinderen: Morgen komt de zon weer op (2012) en Cadeautjes in de lucht (2014).

### Vertaalde boeken
- Maria ni akachan ga umaremashita, Japanse vertaling van Maria krijgt een kindje (Joshi Paulo-kai 2022)
- Veux-tu être mon papa?, Franse vertaling van Wil jij mijn  papa zijn?(éditions érasme 2022)
- Hi han!, Franse vertaling van IA! (Averbode 2021)
- Où est Rémi?, Franse vertaling van Waar is Remi? (éditions érasme 2021)
- Velkommen lillebitte baby, Deense vertaling van Welkom minizusje (Turbine 2020)
- Io sono una tigre, Italiaanse vertaling van Ik denk mezelf een tijger (Uitgeverij Clavis, 2018)
- Hvor er PlØf?, Deense vertaling van Waar is Ploef? (Turbine, 2018
- Chinese vertaling van Olivier en het brulmonster (Grimmpress, 2017)
- Mary Has a Baby, Engelse vertaling van Maria krijgt een kindje (Clavis New York, 2016)
- Maria bekommt ein Kind, Duitse vertaling van Maria krijgt een kindje (Lingen, 2016)
- Adéu, ávia, Catalaanse vertaling van Dag oma (Ing edicions, 2014)
- Adiós, abuela, Spaanse vertaling van Dag oma (Ing edicions, 2014)
- Chinese vertaling van Oma is lief (CS-Booky, 2012)
- Chinese vertaling van Opa is lief (CS-Booky, 2012)
- Chinese vertaling van Mama is lief (CS-Booky, 2012)
- Chinese vertaling van Papa is lief (CS-Booky, 2012)
- Nelly & César Le printemps, Franse vertaling van Nellie & Cezar Lente (Averbode, 2012)
- Nelly & César L'automme, Franse vertaling van Nellie & Cezar Herfst (Averbode, 2012)
- Nelly & César L'été, Franse vertaling van Nellie & Cezar Zomer (Averbode, 2012)
- Nelly & César L'hiver, Franse vertaling van Nellie & Cezar Winter (Averbode, 2012)
- Anna skal flytte, Deense vertaling van Annabella gaat verhuizen (Borgen, 2004)
- Annas potte, Deense vertaling van Het potje van Annabella (Borgen, 2003)
- Der Taschendieb, Duitse vertaling van De tasjesdief (Anrich, 1995)
- Le voleur des sacs, Franse vertaling van De tasjesdief (Nathan, 1991)

## Bekroningen
- 1987 - Prijs van de Kinder- en Jeugdjury Belgisch-Limburg, Bronzen boek, 9 t/m 12 jaar voor Weg met de meester
- 1988 - Tip van de Nederlandse Kinderjury 6 t/m 9 jaar voor Sebastiaan rare banaan
- 1990 - Prijs van de Nederlandse Kinderjury 10 t/m 12 jaar voor De tasjesdief
- 1992 - Tip van de Nederlandse Kinderjury 10 t/m 12 jaar voor Nachtlopers
- 1992 - Le grand Prix Européen de Roman pour Enfants voor Le voleur de sacs (De tasjesdief)
- 1994 - Tip van de Nederlandse Kinderjury 10 t/m 12 jaar voor Kinderen ontvoerd
- 1995 - Tip van de Nederlandse Kinderjury 6 t/m 9 jaar voor Het doorgezaagde meisje
- 1996 - Tip van de Nederlandse Kinderjury 10 t/m 12 jaar voor Treiterkoppen
- 1997 - Tip van de Nederlandse Kinderjury 10 t/m 12 jaar voor Straatkatten
- 1999 - Tip van de Nederlandse Kinderjury 6 t/m 9 jaar voor Hier waakt de goudvis
- 1999 - Tip van de Nederlandse Kinderjury 10 t/m 12 jaar voor De truc met de doos
- 2003 - Tip van de Nederlandse Kinderjury 10 t/m 12 jaar voor De suikersmoes
- 2007 - Eremedaille van de Nederlandse Kinderjury